# イルハム・アリエフ
イルハム・ヘイダル＝オグル・アリエフ（アゼルバイジャン語: İlham Heydər oğlu Əliyev、1961年12月24日 - ）は、アゼルバイジャンの政治家。第4代アゼルバイジャン大統領（2003年10月31日 - ）。1993年から10年間アゼルバイジャン大統領を務めたヘイダル・アリエフの長男であり、病気で引退したヘイダルの後継者に指名されて2003年の大統領選挙に勝利し、旧ソ連諸国で初めての親子による権力の世襲を実現した。妻のメフリバン・アリエヴァはユネスコ親善大使などを歴任し、2017年2月から第一副大統領を務めている。

## 経歴
父ヘイダルがアゼルバイジャン共和国国家保安委員会局員であった時代に、アゼルバイジャンの首都バクーに生まれる。初等・中等教育をバクーで受けた後、1977年にモスクワ国際関係大学に進学。1985年に同大学大学院で歴史学および国際関係論の修士号を取得し、同年から1990年まで同大学で教鞭を取った。1991年よりビジネスに転じ、モスクワとイスタンブールで仕事をしていたが、父の大統領就任後の1994年にバクーに戻り、アゼルバイジャン共和国国営石油会社第一副総裁に就任。自身が大統領に選出されるまでこの職にあった。この間、1995年と2000年の議会総選挙で国会議員に選出されている。1997年からはオリンピック委員会委員長を務めるなど、大統領である父のもとで政財界の要職を歴任した。
ヘイダルの健康不安が明らかとなって以来、権力の委譲を進められており、1999年には新アゼルバイジャン党の副党首に選ばれた。父が病気療養のためアメリカ合衆国に赴いた2003年8月、首相に就任。10月の大統領選挙に候補者登録し、最終的に引退を決意したヘイダルによって後継者として与党の大統領選単独候補に指名され、10月15日に投票された大統領選挙で圧勝、アゼルバイジャン共和国大統領に就任した。
父から受け継いだ強権的な体制、腐敗した政治、権力の世襲に対する国内外の批判も強いが、イルハム・アリエフ政権は対外的にはロシアの支持を得ており、国際協調による政治・経済の安定を目指している。
2008年10月15日の大統領選挙で再選。2013年10月9日の大統領選挙で3選されたが、投票開始前にもかかわらず選挙管理委員会がアリエフに当選確実を打つという珍事件が発生し、選管は以前の選挙データを誤って発表してしまったと釈明したが、候補者名は2013年選挙のものだったため、この言い分にも疑問が呈された。
2016年の国民投票で承認された憲法改正では、夫人のメフリバンが就任した副大統領職の新設と、大統領任期の延長（5年→7年）に加えて、35歳以上だった大統領選挙の候補者年齢制限が撤廃された。このことから、長男への権力世襲を目指しているとの見方も強い。
2018年4月11日の大統領選挙では約86％の票を獲得し4選。
1990年代よりナゴルノ・カラバフ地方で事実上独立していたアルメニア人の自称国家アルツァフ共和国（ナゴルノ・カラバフ共和国）については、2020年9月に大規模な軍事作戦を実施してアルツァフに占領されていた領土の大部分を取り戻した。その後アルツァフの封鎖を行い、2023年9月の電撃的な攻勢でアルツァフを事実上降伏させ、国家解体へと追い込んだ。ナゴルノ・カラバフの主権を回復したアリエフは、大統領就任20周年にあたる2023年10月15日にアルツァフの「首都」であったハンケンディ（アルメニア語名ステパナケルト）を訪問して勝利演説を行い、「アルツァフ共和国の大統領府」が置かれていた建物の前でアゼルバイジャン国旗を掲げた。同年12月7日には次期大統領選挙を1年早めて2024年2月7日に実施することを決定したが、これはナゴルノ・カラバフの奪還を踏まえた措置とも推測されている。2024年大統領選挙ではナゴルノ・カラバフ奪還の実績も追い風にして92.1％の票を獲得し5選された。
- 左からアルメニアのセルジ・サルキシャン大統領、ロシアのドミートリー・メドヴェージェフ大統領、ヘイダル（2011年3月5日）
- モルドバのイゴル・ドドン大統領と（2019年10月10日）
- マレーシアのマハティール・ビン・モハマド首相と（2019年10月26日）
- ロシアのウラジーミル・プーチン大統領と（2022年2月22日）
- ハンケンディ（アルメニア語名・ステパナケルト）の「アルツァフ共和国大統領府」前でアゼルバイジャン国旗を掲揚する（2023年10月15日）